# Chironomus pusio
Chironomus pusio är en tvåvingeart som först beskrevs av Johann Wilhelm Meigen 1830.  Chironomus pusio ingår i släktet Chironomus och familjen fjädermyggor.
Artens utbredningsområde är Tyskland. Inga underarter finns listade i Catalogue of Life.